# Helmut Angermeyer
Helmut Angermeyer (* 7. Februar 1912; † 1992) war ein deutscher Theologe und von 1967 bis 1978 Professor für Praktische Theologie an der Augustana-Hochschule in Neuendettelsau.
Von 1971 bis 1973 war er zugleich Rektor der Hochschule.

## Publikationen (Auswahl)
- Die evangelische Unterweisung an höheren Schulen. Grundlegung und Methode (Hilfsbücher für den kirchlichen Unterricht, Nr. 11), München 1957, 238 S.
- Didaktik und Methodik der Evangelischen Unterweisung, besonders an Volks- und Realschulen, 2., ergänzte Auflage 1967 (Nachdruck der 2. Aufl. 1966), München 1967, 201 S. (Hilfsbücher für den kirchlichen Unterricht, Nr. 13)
- Die Begegnung mit Sterben und Tod in der Literatur der Gegenwart, in: Der Tod – ungelöstes Rätsel oder überwundener Feind? Eine Ringvorlesung der Augustana-Hochschule Neuendettelsau. Im Auftrag des Dozentenkollegiums hrsg. von August Strobel, Stuttgart 1974, S. 9–23.